# Кубок Іспанії з футболу 2015—2016
Кубок Іспанії з футболу 2015–2016 — 114-й розіграш кубкового футбольного турніру в Іспанії. Титул здобула «Барселона».

## Календар
| Раунд        | Матчі   | Клуби   | Представництво                                         |
| ------------ | ------- | ------- | ------------------------------------------------------ |
| Раунд 1      | 18      | 83 → 65 | 22 клуба Сегунда Дивізіон Б 18 клубів Терсера Дивізіон |
| Раунд 2      | 22      | 65 → 43 | 21 клуб Сегунда Дивізіон 6 клубів Сегунда Дивізіон Б   |
| Раунд 3      | 11      | 43 → 32 | –                                                      |
| Раунд 4      | 16 + 16 | 32 → 16 | 20 клубів Прімера Дивізіон                             |
| Раунд 5      | 8 + 8   | 16 → 8  | –                                                      |
| Чвертьфінали | 4 + 4   | 8 → 4   | –                                                      |
| Півфінали    | 2 + 2   | 4 → 2   | –                                                      |
| Фінал        | 1       | 2 → 1   | –                                                      |

## Перший раунд
Матчі відбулись 27 серпня та 2 вересня.
| Команда 1           | Рахунок        | Команда 2              |
| ------------------- | -------------- | ---------------------- |
| Меріда (3)          | 0–3            | Пенья Спорт (3)        |
| Кондал (4)          | 1–4            | Арандіна (3)           |
| Туделано (3)        | 3–2            | Компостела (3)         |
| Ларедо (4)          | 2–0            | Расінг (Сантандер) (3) |
| Гіхуело (3)         | 1–0            | Понтеведра (3)         |
| Вареа (4)           | 2–3            | Леонеса (3)            |
| Гвадалахара (3)     | 0–2            | Талавера (3)           |
| Ебро (3)            | 2–2 (4–3 пен.) | Реал Уніон (3)         |
| Сокуельямос (3)     | 2–1            | Португалете (3)        |
| Менсауеро (3)       | 2–0            | Райо Махадаонда (3)    |
| Сабадель (3)        | 1–1 (2–4 пен.) | Кастельйон (4)         |
| Алькояно (3)        | 1–2            | Форментера (4)         |
| Льєйда Еспортіу (3) | 3–1            | Еркулес (3)            |
| Реус (3)            | 2–0            | Аско (4)               |
| Мелілья (3)         | 0–1            | Альхесірас (3)         |
| Ліненсе (3)         | 1–0            | Рекреатіво (3)         |
| Реал Мурсія (3)     | 0–1            | Кадіс (3)              |
| Лінарес (3)         | 2–1            | Хумілья (3)            |

## Другий раунд
Матчі відбулись 9 та 10 вересня.
| Команда 1                 | Рахунок          | Команда 2            |
| ------------------------- | ---------------- | -------------------- |
| Менсауеро (3)             | 0 – 1 (д.ч.)     | Кадіс (3)            |
| Талавера (3)              | 0 – 2            | Ліненсе (3)          |
| УД Логроньєс (3)          | 2 – 1            | Лінарес (3)          |
| Ебро (3)                  | 1 – 0 (д.ч.)     | Туделано (3)         |
| УКАМ Мурсія (3)           | 2 – 1            | Альхесірас (3)       |
| Льєйда Еспортіу (3)       | 2 – 0            | Гіхуело (3)          |
| Уракан Валенсія (3)       | 2 – 0            | Сокуельямос (3)      |
| Арандіна (3)              | 2 – 4            | Реус (3)             |
| Ларедо (4)                | 3 – 1            | Леонеса (3)          |
| Баракальдо (3)            | 3 – 1            | Форментера (4)       |
| Расінг (Ферроль) (3)      | 1 – 0            | Кастельйон (4)       |
| Вільяновенсе (3)          | 3 – 2            | Пенья Спорт (3)      |
| Хімнастік (Таррагона) (2) | 2 – 2 (5-4 пен.) | Жирона (2)           |
| Леганес (2)               | 2 – 0            | Тенерифе (2)         |
| Кордова (2)               | 0 – 1            | Луго (2)             |
| Мірандес (2)              | 3 - 0            | Осасуна (2)          |
| Реал Ов'єдо (2)           | 2 – 1            | Реал Вальядолід (2)  |
| Лягустера (2)             | 2 – 1 (д.ч.)     | Альбасете (2)        |
| Алькоркон (2)             | 0 – 1            | Понферрадіна (2)     |
| Альмерія (2)              | 3 – 3 (4-3 пен.) | Ельче (2)            |
| Нумансія (2)              | 0 – 1            | Депортіво Алавес (2) |
| Мальорка (2)              | 0 – 2            | Уеска (2)            |

## Третій раунд[3]
Матчі пройдуть 14 та 15 жовтня 2015. 
| Команда 1         | Рахунок   | Команда 2                 |
| ----------------- | --------- | ------------------------- |
| УД Логроньєс (3)  | 2:2 п.5:4 | УКАМ Мурсія (3)           |
| Ліненсе (3)       | 2:0       | Ебро (3)                  |
| Баракальдо (3)    | 1:0       | Уракан Валенсія (3)       |
| Вільяновенсе (3)  | 2:1       | Расінг (Ферроль)) (3)     |
| Реус (3)          | 2:1       | Льєйда Еспортіу (3)       |
| Кадіс (3)         | 1:0       | Ларедо (4)                |
| Альмерія (2)      | 2:1       | Хімнастік (Таррагона) (2) |
| Леганес (2)       | 3:1       | Депортіво Алавес (2)      |
| Реал Ов'єдо (2)   | 2:3 д.ч.  | Мірандес (2)              |
| Реал Сарагоса (2) | 1:2       | Лягустера (2)             |
| Понферрадіна (2)  | 1:0 д.ч.  | Луго (2)                  |

## 1/16 фіналу
Перші матчі відбулись 28 жовтня та 1-3 грудня, а матчі-відповіді 2 і 15-17 грудня.
| Команда 1        | Заг. | Команда 2              | 1-й матч | 2-й матч |
| ---------------- | ---- | ---------------------- | -------- | -------- |
| Вільяновенсе (3) | 1:6  | Барселона              | 0:0      | 1:6      |
| Кадіс (3)        | +:-* | Реал Мадрид            | 1:3      | -:-*     |
| Баракальдо (3)   | 1:5  | Валенсія               | 1:3      | 0:2      |
| Реус (3)         | 1:3  | Атлетіко (Мадрид)      | 1:2      | 0:1      |
| УД Логроньєс (3) | 0:5  | Севілья                | 0:3      | 0:2      |
| Ліненсе (3)      | 0:8  | Атлетік                | 0:2      | 0:6      |
| Уеска (2)        | 3:4  | Вільярреал             | 3:2      | 0:2      |
| Альмерія (2)     | 1:4  | Сельта                 | 1:3      | 0:1      |
| Лягустера (2)    | 2:3  | Депортіво (Ла-Корунья) | 1:2      | 1:1      |
| Мірандес (2)     | 3:1  | Малага                 | 2:1      | 1:0      |
| Понферрадіна (2) | 3:4  | Ейбар                  | 3:0      | 0:4      |
| Реал Бетіс       | 5:3  | «Спортінг»             | 2:0      | 3:3      |
| Леванте          | 2:3  | Еспаньйол              | 1:1      | 1:2      |
| Лас-Пальмас      | 3:2  | Реал Сосьєдад          | 2:1      | 1:1      |
| Райо Вальєкано   | 3:3  | Хетафе                 | 2:0      | 1:3      |
| Леганес (2)      | 2:2  | Гранада                | 2:1      | 0:1      |

## 1/8 фіналу
Перші матчі відбулись 6-7 січня, а матчі-відповіді 12-14 січня 2016 року.
| Команда 1      | Заг. | Команда 2              | 1-й матч | 2-й матч |
| -------------- | ---- | ---------------------- | -------- | -------- |
| Атлетік        | 4:2  | Вільярреал             | 3:2      | 1:0      |
| Валенсія       | 7:0  | Гранада                | 4:0      | 3:0      |
| Мірандес (2)   | 4:1  | Депортіво (Ла-Корунья) | 1:1      | 3:0      |
| Реал Бетіс     | 0:6  | Севілья                | 0:2      | 0:4      |
| Барселона      | 6:1  | Еспаньйол              | 4:1      | 2:0      |
| Райо Вальєкано | 1:4  | Атлетіко (Мадрид)      | 1:1      | 0:3      |
| Кадіс (3)      | 0:5  | Сельта                 | 0:3      | 0:2      |
| Ейбар          | 4:6  | Лас-Пальмас            | 2:3      | 2:3      |

## Чвертьфінали
Перші матчі відбулись 20-21 січня, а матчі-відповіді 27-28 січня 2016 року.
| Команда 1 | Заг. | Команда 2         | 1-й матч | 2-й матч |
| --------- | ---- | ----------------- | -------- | -------- |
| Сельта    | 3:2  | Атлетіко (Мадрид) | 0:0      | 3:2      |
| Атлетік   | 2:5  | Барселона         | 1:2      | 1:3      |
| Валенсія  | 2:1  | Лас-Пальмас       | 1:1      | 1:0      |
| Севілья   | 5:0  | Мірандес (2)      | 2:0      | 3:0      |

## Півфінали
Перші матчі відбулись 3-4 лютого, а матчі-відповіді - 10-11 лютого 2016 року.
| Команда 1 | Заг. | Команда 2 | 1-й матч | 2-й матч |
| --------- | ---- | --------- | -------- | -------- |
| Барселона | 8:1  | Валенсія  | 7:0      | 1:1      |
| Севілья   | 6:2  | Сельта    | 4:0      | 2:2      |

## Фінал
| 22 травня 2016 21:30 (CET) |

| Барселона               | 2:0 дч   | Севілья |
| ----------------------- | -------- | ------- |
| Альба 97' Неймар 120+2' | Протокол |         |

| Вісенте Кальдерон, Мадрид Глядачів: 54 907 Арбітр: Карлос дель Серро Гранде |